# Ediție specială (film din 1978)
A nu se confunda cu Ediție specială (film american din 1952)
Ediție specială este un film românesc din 1978 scris și regizat de Mircea Daneliuc. Rolurile principale au fost interpretate de actorii Ștefan Iordache, Ioana Crăciunescu și Costel Constantin.

## Distribuție
- Ștefan Iordache — Matei Olaru, reporter la ziarul Știrea
- Ioana Crăciunescu — Adalgiza (Ada) Stoicescu, iubita lui Olaru
- Costel Constantin — Ștefan, reporter, prietenul lui Olaru
- Mircea Albulescu — Dinescu, directorul ziarului Știrea
- Paul Lavric — Siegfried Reimann, omul de afaceri german care vrea să cumpere ziarul Știrea
- Mircea Daneliuc — Săvescu, inspector de siguranță
- Zaharia Volbea — Garcea, chestor la Siguranța Statului
- Constantin Dinulescu — Ștefan Burcea, bătăuș legionar
- Dem Niculescu — Gorovei, fost legionar, colaborator al poliției
- Dinu Ianculescu — patronul standurilor de la bâlci
- Ștefan Moisescu — subsecretarul de stat al Ministerului de Interne
- Mircea Cosma
- Valentin Plătăreanu — redactor la ziarul Știrea
- Elena Bog — prezentatoarea lansării de modă
- Florina Luican
- Manu Nedeianu — generalul, comandant al unui regiment de jandarmi
- Tudor Filimon — muncitor instalator
- Doris Bogdan
- Ion Anestin — bătăuș legionar
- Jorj Voicu — responsabilul gheretei de tras la țintă
- Mara Costea
- Gheorghe Șimonca — regele Carol al II-lea
- Costel Constantinescu
- Vasile Pupeza
- Constantin Băltărețu — reporter de ziar
- Sorin Zavulovici
- Alexandru Georgescu
- Anghel Bratu
- Constantin Zărnescu
- Adrian Drăgușin
- Alexandru Drăgan
- Aristide Teică — recepționerul de la Hotel Splendid
- Constantin Bîrliba
- Aura Albescu
- Mihai Radoslavescu
- Alexandru Virgil Platon — șoferul care a făcut accident (menționat Virgil Platon)
- Ruxandra Sireteanu
- Lucia Râpeanu
- Angela Radoslavescu
- Ion Igorov
- Gheorghe Negoescu — arhivar la Circa 14 Poliție
- Romulus Bărbulescu
- Florin Tănase
- Cristiana Nicolae
- Ion Anghelescu-Moreni (menționat I.Anghelescu-Moreni)
- Traian Petruț
- Traian Zecheru
- Vasile Popa
- Paul Fister
- Gheorghe Oancea — ilegalist comunist (nemenționat)
- Matei Alexandru — conducător comunist (nemenționat)

## Producție
Filmul a fost realizat de Casa de filme Unu. Filmările au avut loc în perioada 1 septembrie – 16 decembrie 1976 în București. Cheltuielile de producție s-au ridicat la 4.435.000 lei.

## Primire
Filmul a fost vizionat de 1.722.198 de spectatori în cinematografele din România, după cum atestă o situație a numărului de spectatori înregistrat de filmele românești de la data premierei și până la data de 31 decembrie 2014 alcătuită de Centrul Național al Cinematografiei.